# Lord of the Rings (Album)
Lord of the Rings (auch Music Inspired by Lord of the Rings) ist das erste Soloalbum von Bo Hansson und ein Konzeptalbum zu J. R. R. Tolkiens Der Herr der Ringe. Es erschien im Jahr 1970 mit dem schwedischen Titel Sagan om ringen bei Silence Records und 1972 mit englischem Titel bei Charisma Records.

## Entstehung und Veröffentlichung
Nachdem Bo Hansson die Zusammenarbeit mit Jan Karlsson beendet hatte, wurde er von Anders Lind, der schon mit Hansson & Karlsson zusammengearbeitet hatte, zu einem Konzeptalbum über Tolkiens Fantasy-Roman angeregt. Es wurde in einem von Lind und Hansson angemieteten Sommerhaus bei Stockholm und im Stockholmer Studio Decibel aufgenommen und im Herbst 1970 als Sagan om ringen in Schweden veröffentlicht, die internationale Version mit englischem Titel erschien zwei Jahre später. Bis heute folgten immer wieder Neuauflagen, zum Teil mit anderem Artwork oder mit Auszügen der beiden Folgealben Magician’s Hat und Attic Thoughts als Bonus-Titel.

## Titelliste

### Seite 1
1. Leaving Shire – 3:28
2. The Old Forest & Tom Bombadil – 3:43
3. Fog on the Barrow-Downs – 2:29
4. The Black Riders & Flight to the Ford – 4:07
5. At the House of Elrond & The Ring Goes South – 4:40

### Seite 2
1. A Journey in the Dark – 1:10
2. Lothlórien – 4:01
3. Shadowfax – 0:51
4. The Horns of Rohan & The Battle of the Pelennor Fields – 3:57
5. Dreams in the House of Healing – 1:56
6. Homeward Bound & The Scouring of the Shire – 2:54
7. The Grey Havens – 4:57

## Stil
Lord of the Rings ist ein rein instrumentales und beinahe minimalistisch arrangiertes Album. Es wird mit seinem Konzept, der Instrumentierung und der verträumt bis melancholischen Stimmung in der Regel dem Progressive Rock zugeordnet, weist jedoch auch Anklänge an den Canterbury Sound und Psychedelic Rock auf.

## Rezeption
Sagan om ringen erhielt Airplay in Schweden und wurde somit ein erfolgreiches Album für Hansson. Die englisch betitelte Fassung konnte an den Erfolg anknüpfen und gilt vielen als Hanssons gelungenstes Werk. Das Musikmagazin eclipsed nahm Lord of the Rings in seine Liste der 150 wichtigsten Prog-Alben auf. Allerdings reagiert die Presse bis heute in Teilen auch ablehnend auf das Album. Auf den Babyblauen Seiten wird zwar die Atmosphäre der Musik gelobt, jedoch auch ihre Schlichtheit und Monotonie kritisiert.

## Trivia
The Black Riders war ab Mitte der 1970er Jahre Erkennungsmelodie der „Radiothek am Donnerstag“ im WDR 2 mit progressiver Rockmusik und den Moderatoren Winfried Trenkler und Tom Schroeder.